# Айодеджі Браун
Айодеджі Браун (англ. Ayodeji Brown, нар. 12 вересня 1988, Зарія, Нігерія) — нігерійський футболіст, захисник. Виступав за молодіжну збірну Нігерії.

## Кар'єра гравця
Виступав за команду «ЖС Райдерс», разом з командою став володарем Кубку Нігерії в 2007 році. Також грав за команди «Енугу Рейнджерс», команду нігерійського портового управління та «Гейтевей». У «Гейтевеї» Айодеджі грав як капітан команди.
Влітку 2010 року прибув на перегляд у сімферопольську «Таврію» і незабаром підписав з клубом річний контракт. У зв'язку з недотриманням клубом термінів на дозаявку гравців Браун не грав за «Таврію» в першій половині сезону 2010/11 років. У Прем'єр-лізі України провів всього один матч 20 березня 2011 року у виїзному матчі проти запорізького «Металурга» (2:2). У молодіжній першості України провів 8 матчів, в яких отримав 2 жовті картки. У червні 2011 року за взаємною згодою з клубом розірвав контракт і отримав статус вільного агента.
З 2012 по 2013 рік виступав за іракський клуб «Наджаф».

## Кар'єра у збірній
Виступав за юнацькі збірні Нігерії різного віку. Айодеджі Браун брав участь на молодіжному чемпіонаті світу 2007 в Канаді. На турнірі він провів всього 1 матч, проти Японії (0:0). Нігерія за підсумками турніру дійшла до чвертьфіналу.

## Досягнення
- Кубок Нігерії
  - Володар: 2007